# Pont-Saint-Vincent
Pont-Saint-Vincent [pɔ̃ sɛ̃ vɛ̃sɑ̃] ist eine französische Gemeinde mit 1.784 Einwohnern (Stand: 1. Januar 2022) im Département Meurthe-et-Moselle in der Region Grand Est (bis 2015 Lothringen). Die Gemeinde gehört zum Arrondissement Nancy und zum Kanton Neuves-Maisons. 

## Geografie
Pont-Saint-Vincent liegt etwa elf Kilometer südwestlich von Nancy an der Mündung des Madon in die Mosel. Auch der Canal des Vosges mit der Staustufe Neuves-Maisons verlaufen am nördlichen Gemeinderand. Umgeben wird Pont-Saint-Vincent von den Nachbargemeinden Chaligny im Norden, Neuves-Maisons im Norden und Nordosten, Frolois im Osten und Südosten, Bainville-sur-Madon im Süden, Maizières im Südwesten und Westen sowie Sexey-aux-Forges im Nordwesten. 

## Name
Der Ort hieß ursprünglich Conflans (fr.: confluer = zusammenfließen), da an dieser Stelle der Madon in die Mosel mündet. Über die Mosel führte eine Brücke (fr.: pont). Nachdem ein Teil der Gemeinde in den Besitz der Abtei Sankt Vincent gelangt war, wurde der Marktflecken 1262 als Pont-Saint-Vincent bezeichnet.

## Geschichte

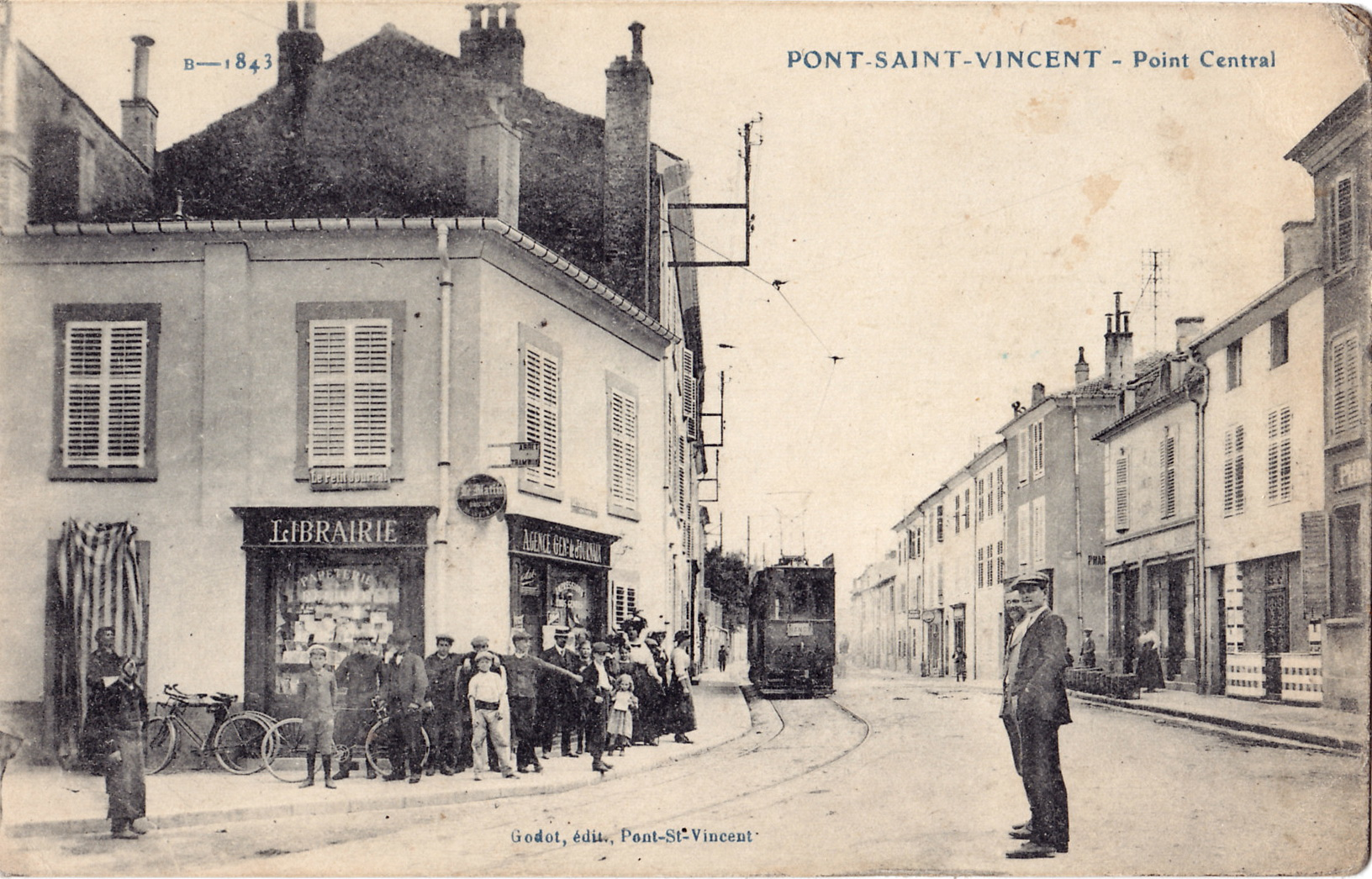
Die heutige Rue Jean Jaurès vor 1914

Spuren deuten darauf hin, dass das Gebiet der Gemeinde Pont-Saint-Vincent bereits in der gallorömischen Zeit besiedelt war. Vermutlich liegen dem Ort drei verschiedene Ortschaften zugrunde. Vor dem 13. Jahrhundert lag am Fluss Conflans, oberhalb davon das ältere Saint Vincent und am rechten Moselufer die um 1210 erstmals erwähnte Neuve Ville (Neue Stadt), aus der später die Gemeinde Neuves-Maisons hervorging.
Bis 1477 war Conflans bzw. Pont-Saint-Vincent Teil der Grafschaft Vaudémont. Im 13. Jahrhundert ließen die Grafen eine Burg errichten, um die für die Passage der Brücke verlangten Gebühren zu überwachen. 1410 wurde die hölzerne Brücke von einem Hochwasser zerstört, fortan musste die Mosel durch eine Furt oder mit einer Fähre gequert werden. 1562 kam der am linken Ufer gelegene Teil von Pont-Saint-Vincent zur Grafschaft Chaligny, die damals bereits über das rechte Ufer herrschte. Das Amt Pont-Saint-Vincent umfasste sieben bis acht umliegende Dörfer; sein Sitz wurde im damals ungenutzten Pfarrhaus eingerichtet, da der Ort in jener Zeit zur Kirchengemeinde Sexey-aux-Forges gehörte.

### Bevölkerungsentwicklung
| Jahr                       | 1962 | 1968 | 1975 | 1982 | 1990 | 1999 | 2006 | 2012 | 2019 |
| Einwohner                  | 2490 | 2540 | 2347 | 2143 | 2069 | 2051 | 2043 | 1933 | 1844 |
| Quellen: Cassini und INSEE |      |      |      |      |      |      |      |      |      |

## Sehenswürdigkeiten

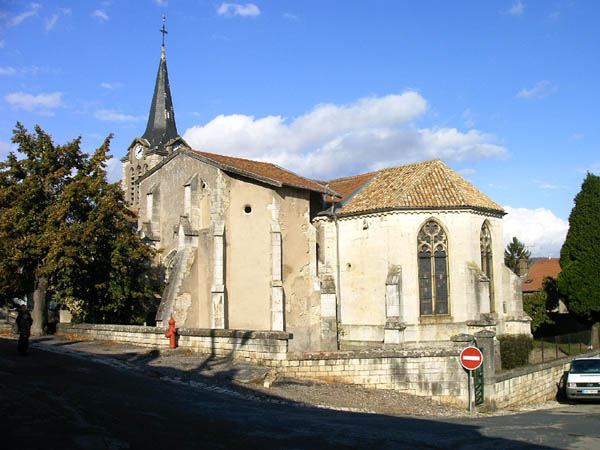
Kirche Saint-Julien-de-Brioude

- Kirche Saint-Julien-de-Brioude, um 1500 erbaut
- Benediktinerpriorei, im 17. Jahrhundert in eine Scheune umgebaut
- Schloss und Domäne La Tournelle, Mitte des 19. Jahrhunderts erbaut
- Reste der mittelalterlichen Ortsbefestigung (Tor Frankreichs)
- Fort Pelissier, 1890 erbaut

## Verkehr
Durch die Gemeinde führt die frühere Route nationale 74, die mittlerweile zur Departementsstraße D 974 abgestuft wurde. Der Flugplatz Pont-Saint-Vincent liegt in den Nachbargemeinden Bainville-sur-Madon und Maizières.
Pont-Saint-Vincent hat einen am 11. November 1872 eröffneten Bahnhof an der Bahnstrecke Jarville-la-Malgrange–Mirecourt. Auf ihr verkehren Regionalzüge der Linie 6 des TER Grand Est zwischen Nancy und Culmont-Chalindrey.
Bei Pont-Saint-Vincent wurde von 1859 bis 1931 Eisenerz abgebaut, das mit den vier Feldbahnen von Sexey-aux-Forges und Pont-Saint-Vincent zur Mosel oder zur am gegenüberliegenden Flussufer verlaufenden Eisenbahn gebracht wurde.

## Persönlichkeiten
- André Aubréville (1897–1982), Botaniker